# KLF5
Le KLF5 (pour « Kruppel-like factor 5 ») est une protéine de type KLF (famille de protéines) ayant un rôle de facteur de transcription. Son gène est le KLF5 situé sur le chromosome 13 humain.

## Rôles
L'angiotensine 2 induit l'expression du KLF5 qui augmente celle de la PDGFA et du TGF bêta. Le KLF5 agit également sur le récepteur de l'acide rétinoïque et augmente la synthèse des céramides.
Il favorise l'hypertrophie ventriculaire gauche en jouant sur les fibroblastes cardiaques. Il active le récepteur alpha activé par les proliférateurs de peroxysomes, intervenant dans la production d'énergie des cellules cardiaques. Il participe au remodelage cardiaque après un infarctus du myocarde.
Il intervient dans la maturation pulmonaire du fœtus, en particulier en favorisant la synthèse du surfactant.
Au niveau digestif, il entretient la différenciation et la prolifération des cellules épithéliales composant les cryptes digestives.
Il contrôle également les cellules souches hématopoïétiques, dans la différenciation des adipocytes.